# Гридіна Олександра Василівна
Олександра Василівна Гридіна (? — ?) — українська радянська діячка, новатор сільськогосподарського виробництва, доярка колгоспу «Україна» Кіровського району Кримської області. Депутат Верховної Ради УРСР 5-го скликання.

## Біографія
Народилася у селянській родині. Навчалася у школі. У 1953 році разом із родиною переїхала в Кіровський район Кримської області.
З 1953 року — доярка ферми колгоспу імені Кірова села Синициного Кіровського району Кримської області. Після укрупнення колгоспів працювала дояркою четвертої бригади колгоспу «Україна» у селі Синицине Кіровського району Кримської області.
У 1957 році отримала 3300 кілограмів молока від кожної закріпленої корови. Була однією із кращих доярок Кримської області.
Потім — на пенсії.

## Нагороди
- орден «Знак Пошани» (26.02.1958)
- медалі